# Gastrotheca gracilis
Gastrotheca gracilis är en groddjursart som beskrevs av Laurent 1969. Gastrotheca gracilis ingår i släktet Gastrotheca och familjen Hemiphractidae. IUCN kategoriserar arten globalt som sårbar. Inga underarter finns listade i Catalogue of Life.